# مرحاض قرفصاء

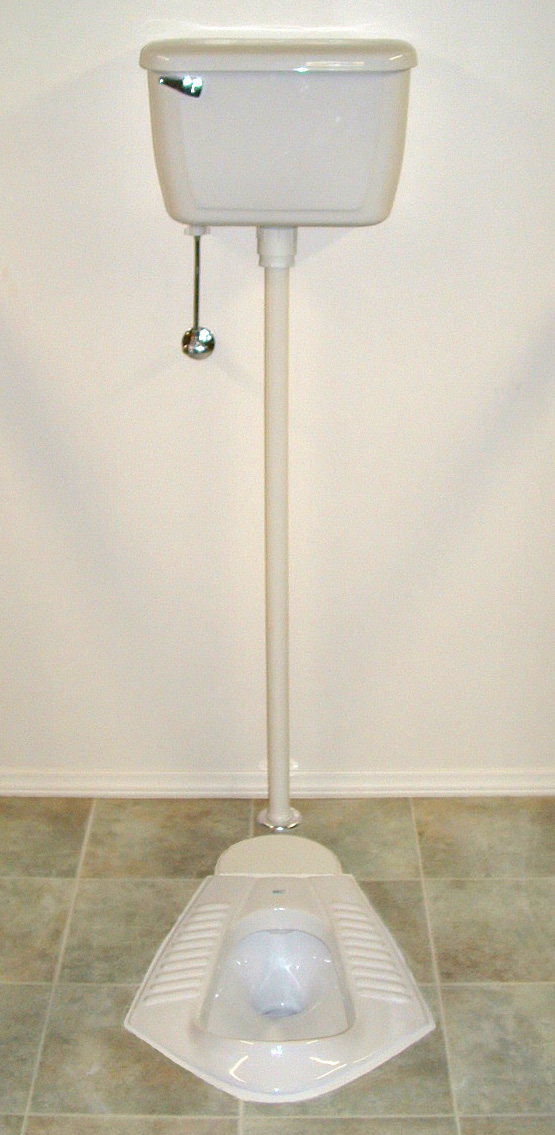
صورة مرحاض قرفصاء أمريكي في سالين بولاية ميشيغان

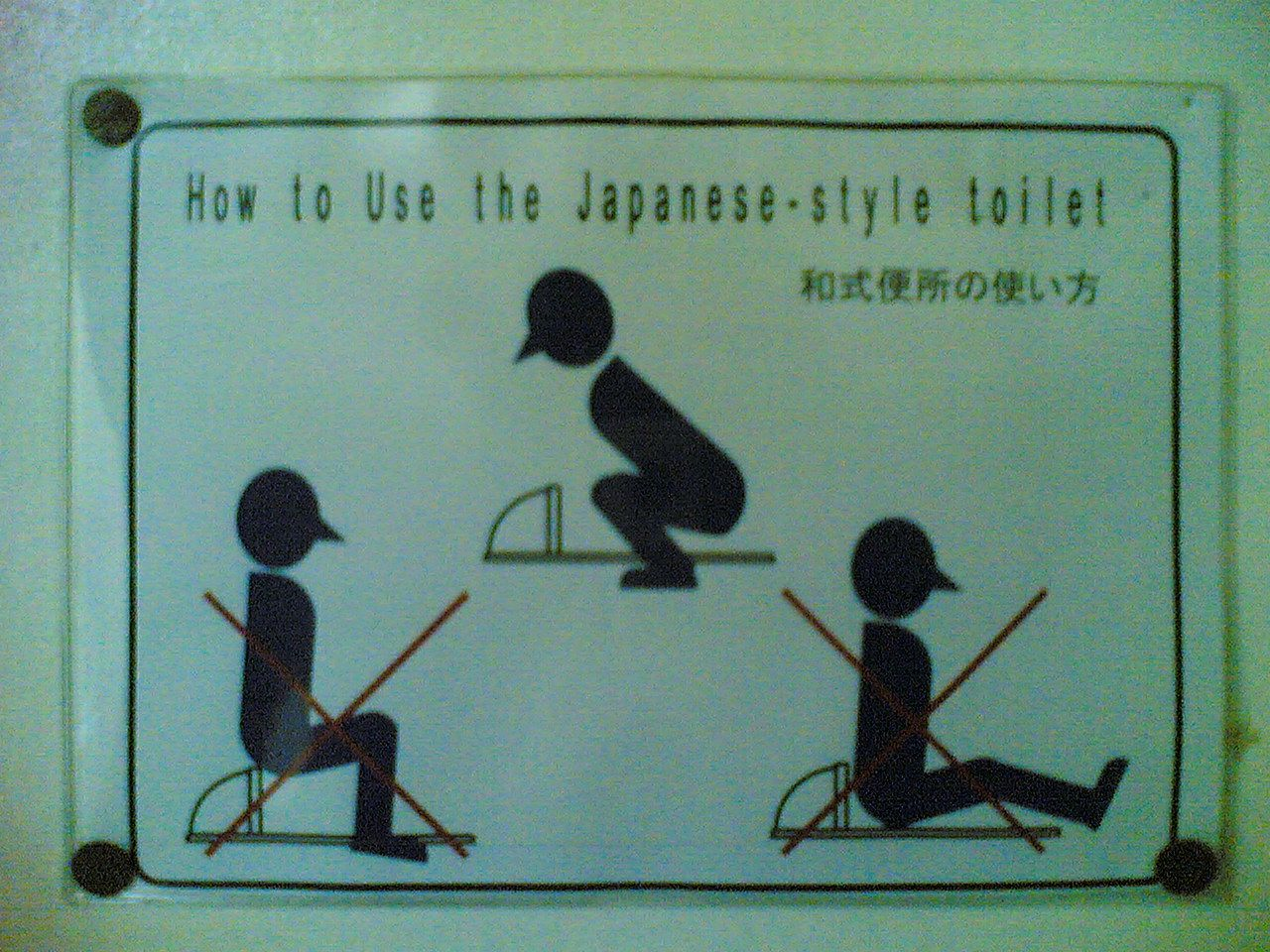
كيفية الاستعمال الصحيحة لمراحيض القرفصاء (في إحدى دورات المياه في اليابان)

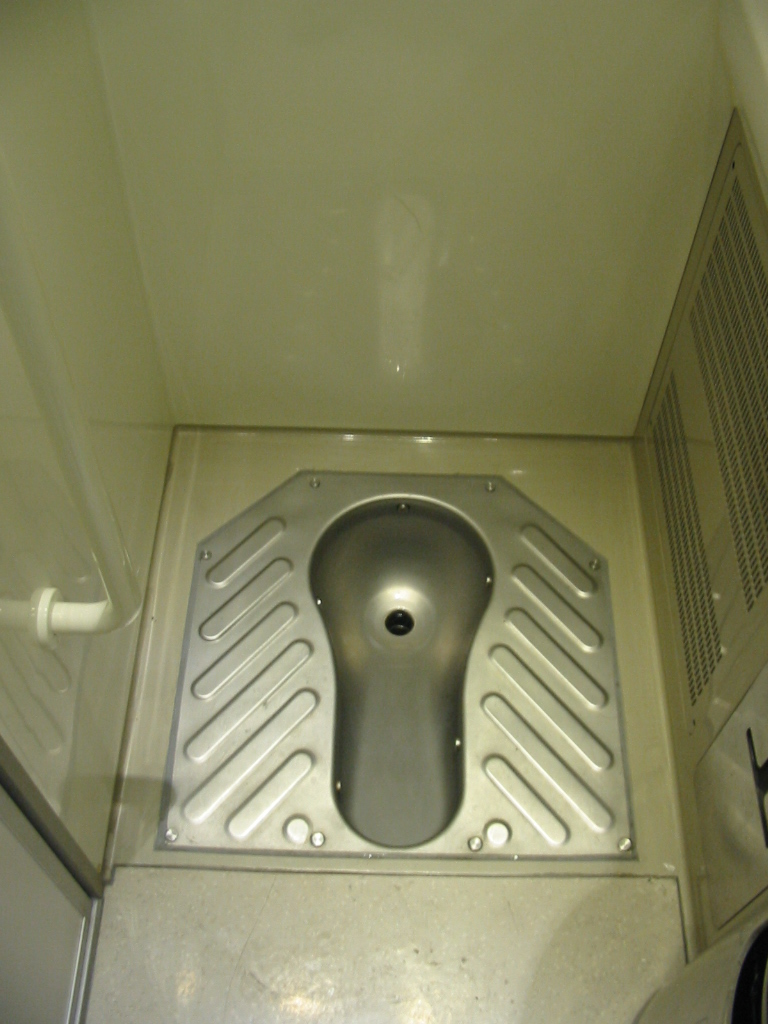
مرحاض قرفصاء في قطار فائق السرعة على خط غنجسن في الصين

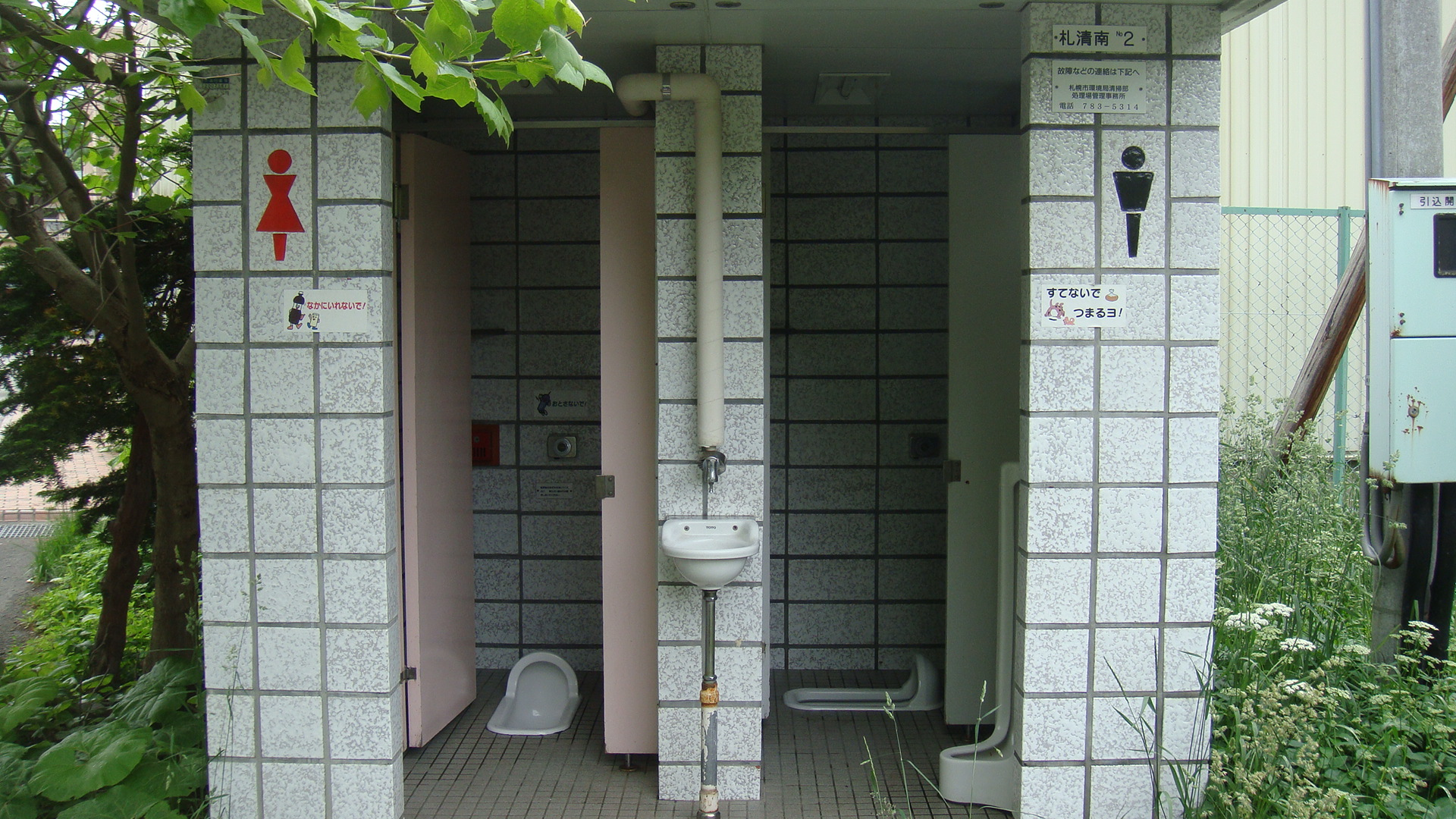
مراحيض عامة في ينابيع جوزانكي الساخنة الواقعة في محافظة هوكايدو شمالي اليابان

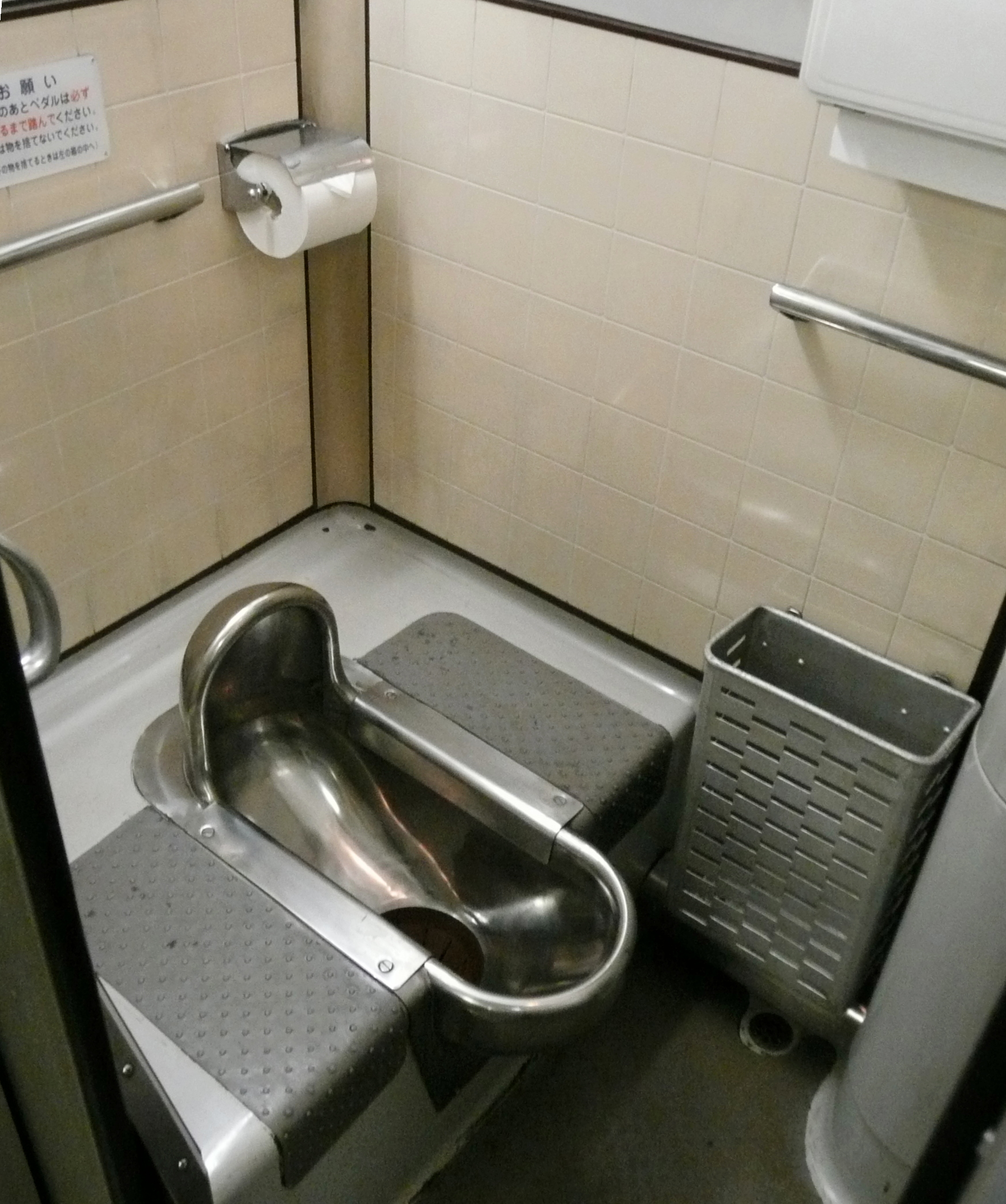
مرحاض قرفصاء على متن قطار غينغا الياباني

مرحاض القرفصاء هو مرحاض لقضاء الحاجة يتطلب وضعية القرفصاء بدلًا من وضعية الجلوس. وثمَّة عدة أشكال لهذه المراحيض لكنها جميعًا عبارة عن حوض أو وعاء على مستوى الأرض يُعرَف بحوض المرحاض. نظريًّا يمكن أن تُقضى الحاجة بطريقة جلوس القرفصاء على مراحيض القعود، ولكن هذا يتطلب المزيد من الحيطة لمنع وقوع الحوادث لأنها ليست مصممةً لجلوس القرفصاء.

## التسميات
مراحيض القرفصاء هي مراحيض مستوية على الأرض تتطلب من الفرد جلوس القرفصاء وهي جلسة ثني الركبتين. وخلافًا لمراحيض القعود، فإن مرحاض القرفصاء مستواه في الأرض. ويُطلق على مراحيض القرفصاء أحيانًا اسم «المراحيض الشرقية» بسبب تواجدها في مختلف البلدان الشرقية كاليابان والصين والشرق الأوسط. وفي المقابل، غالبًا ما يُشار لمراحيض الجلوس باسم «المراحيض الغربية».

## النظافة
يجب أن يبقى حوض القرفصاء نظيفًا وجافًّا لمنع انتقال الأمراض والحد من الروائح الكريهة. ويمكن اعتبار مراحيض القرفصاء، الأسهل في التنظيف والأقل في انتقال الأمراض، بالمقارنة مع مراحيض القعود، حيث في مراحيض القعود يجب أن يُنظَّف بعناية وبتعمق أكثر إذ إنه قد يُلامِس الجسم.

## الانتشار حول العالم
يستخدم معظم سكان العالم مراحيض القرفصاء خصوصا في المناطق الريفية:
- تنتشر مراحيض القرفصاء في الكثير من الدول الآسيوية[5] ومنها اليابان[6] وتايلند.[7] كما تنتشر في إندونيسيا والهند وبنغلاديش وباكستان والصين وكوريا الشمالية وكوريا الجنوبية وسنغافورة وسريلانكا وماليزيا وميانمار وإيران وتايوان.[8]
- يستخدم الناس في أفريقيا جنوب الصحراء مراحيض القرفصاء خصوصاً بالمناطق الريفية في دول مثل كينيا ورواندا والصومال وتنزانيا وأوغندا.[9]
- ينتشر في بلدان الشرق الأوسط وشمال أفريقيا مراحيض القرفصاء ومراحيض الجلوس.
- تنتشر مراحيض القرفصاء في أوروبا الجنوبية وأوروبا الشرقية وفي بعض مناطق فرنسا واليونان وإيطاليا والبلقان وروسيا، خصوصاً في المرافق العامة.[10]
- تنتشر مراحيض القرفصاء في الدول الهندوسية والمسلمة بصورة كبيرة عموماً، ويعود ذلك للمعتقدات السائدة حول تنظيف الشرج بالماء.[9]
- لا يستخدم السكان مراحيض القرفصاء في أماكن مثل أستراليا ونيوزيلندا وأوروبا الشمالية وأوروبا الغربية.[9] وقد جرى استخدام مراحيض القرفصاء في ألمانيا، أما في فرنسا فقد سرت عادة استخدامها خلال أوائل القرن العشرين[3] وما زالت شائعة في كثير من المرافق العامة في جميع أرجاء البلاد.

### الصين
يفضل غالبية سكان المدن والبلدات الصينية استخدام مراحيض القرفصاء التقليدية عوضاً عن مراحيض الجلوس خصوصاً في الأماكن العامة. ولكن أصبحت مراحيض الجلوس شيئاً عادياً في شانغهاي كما ازداد استخدامها بصورة مستمرة في بكين. يُنظر لمراحيض الجلوس في الصين كدليل على التطور والتحضر ولكنها ترتبط بقلة النظافة وزيادة احتمال انتقال الأمراض.

### اليابان
حظيت مراحيض الجلوس ذات التقنيات المتطورة بانتشار واسع منذ ثمانينات القرن العشرين، وهو ما أدى إلى تلاشي مراحيض القرفصاء التقليدية وخصوصاً في مناطق التجمعات السكانية الكبيرة. تشتهر اليابان بمرحاض «ووشليت» الذي يلغي الحاجة إلى استعمال ورق الحمام وذلك عبر استعمال تقنية «الغسيل الخلفي» وتستعمل مقاعد هذا المرحاض نظاماً للتدفئة. ولكن الكثير من سكان المناطق الريفية في اليابان ليس لديهم الخبرة في التعامل مع مراحيض متطورة كهذه ويحتاجون لإرشادات مُفصلة حتى يتمكنوا من استخدام هذه المراحيض.

## اقرأ أيضاً
- مرحاض مزود بنظام شطف